# Fritzlar
Fritzlar este un oraș din landul Hessa, Germania.